# قشلاق پایین (هریس)
قشلاق پایین یکی از روستاهای زیبا و سرسبز در استان آذربایجان شرقی است که در دهستان مواضع‌خان شمالی بخش خواجه شهرستان هریس واقع شده‌است؛ و در ۶۰ کیلومتری تبریز قرار داد. کوه‌های این روستا سرشار از آب معدنی و روستای پرآبی است. مالکین و اربابان این روستا در سنوات گذشته بهرام خان؛ نعمت خان، محمد خان و حمداله همگی قشلاق سفلی بوده اند که طی سالیان با اصلاحات ارضی مقداری از زمین های تحت تملک خود را به کشاورزان و رعیت واگذار نمودند. 
در این روستا ساکنان بیشتر به کشاورزی و باغداری و زنبور داری و دام داری مشغول‌اند. این روستا باغ‌های زیادی دارد که درصد زیادی از میوه‌های این روستا را آلبالو مرغوب و ۱۴ نوع سیب و آلوچه و گیلاس و گلابی اشاره کرد؛ و از میوه‌های دیگر می‌توان به آلو، به، زرد آلو، آلوچه، توت، گردو، تمشک، فندق و هلو اشاره کرد.
بعضی میوه‌های این روستا مانند آلوچه وحشی، سیب وحشی، زالزالک، مرمری، گلابی و آلو که به‌طور وحشی در کوه‌ها و جنگل‌ها می‌رویند اشاره کرد.
گل محمدی این روستا که بو و عطری و رنگ منحصر بفردی دارد و یکی از مرغوب‌ترین گل محمدی است.
کوه‌های این روستا سرسبز و سرشار از علف‌های دارویی است که همواره توسط ساکنین این جمع‌آوری می‌گردد و در انواع کارها مورد استفاده می گردد .
از حیواناتی که در این روستا به‌طور طبیعی زندگی می‌کنند می‌توان به کبک دری، کبک زیبا، روباه، گرگ، خوک وحشی، سمور آبی، موش، موش آبی، آفتاب‌پرست، خرگوش ، سنجاب، بز کوهی مهاجر، خرس، بلبل، عقاب طلایی، شاهین، مار، سوسمار، گراز، ماهی سیاه، ماهی قزل آلا، ماهی کنگریس (به زبان آذربایجانی)، جوجه تیغی، پرنده زنبور خوار،سهره ، خفاش ، و انواع پرندگان دیگر و … می‌توان نام برد.
اقتصاد:باغ‌های پرآب این روستا سالانه با تولید 46 تن آلبالو و ۱۳۰تن سیب و ۱۶ تن گیلاس و فروش در تبریز از اهمیت زیادی برخوردار است؛ و این روستا همه ساله با تولید مقدار زیادی چوب درخت تبریزی و بید نیز اهمیت خاصی دارد.و علف این روستا به مناطق زیادی داده می‌شود .
حیوانات این روستا از جمله کبک، فاخته و بز به دلیل شکار بی‌رویه رو به کاهش است البته برای حفظ تنوع حیات وحش با همکاری شکارچیان قانون مند و بومی و محلی از سال 1393 بعد از زلزله ارسباران منطقه توسط ساکنان بخصوص شکارچیان سابق مورد حفاظت قرار گرفته و یک منطقه شکار ممنوع مردمی تشکیل شده که به حیات وحش جان تازه ای داده است.